# Stenhelia nuwukensis
Stenhelia nuwukensis är en kräftdjursart som beskrevs av M. S. Wilson 1965. Stenhelia nuwukensis ingår i släktet Stenhelia och familjen Diosaccidae. Inga underarter finns listade i Catalogue of Life.